# ロードアイランド州第1区
ロードアイランド州第1区（ロードアイランドしゅうだい１く、英:Rhode Island's 1st congressional district）は、アメリカの下院における選挙区。 

## 区域

### 現在の区域
- ブリストル郡
- ニューポート郡
- プロビデンス郡
  - セントラルフォールズ、カンバーランド、イーストプロビデンス、リンカーン、ノースプロビデンス、ノーススミスフィールド、ポータケット、プロビデンス(一部)、スミスフィールド、ウーンソケット

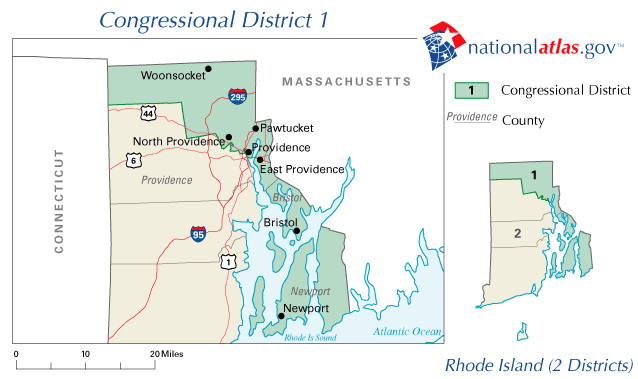
2003 - 2013

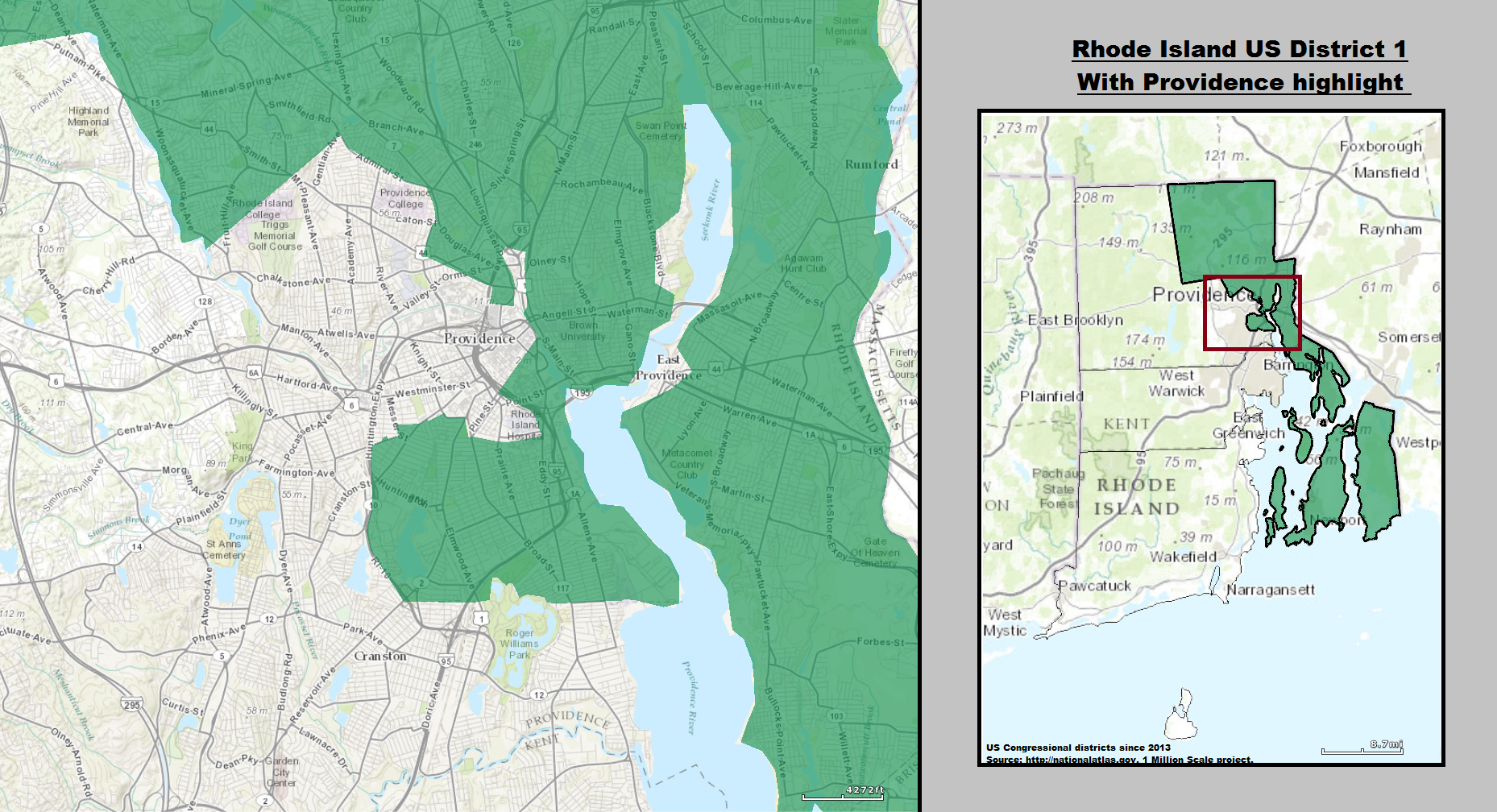
2013 - 2023

1993年、1993年、2003年、2013年に選挙区域の調整が行われた。

## 歴史
この選挙区は第二次世界大戦後は1998年から1994年を除いて全て民主党候補が当選している。2011年から2023年まで議員であった民主党のデイビッド・シシリーネの辞任により、2023年に空席となった。後任には、民主党のゲイブ・アモが当選した。アモは、バイデン大統領の元補佐官であり、黒人として初めてロードアイランド州選出の議員となった。

## 選出議員
| 年              | 当選者                         |  | 党派   |
| --------------- | ------------------------------ |  | ------ |
| 1974年          | フェルナン・サンジェルマン     |  | 民主党 |
| 1976年          | フェルナン・サンジェルマン     |  | 民主党 |
| 1978年          | フェルナン・サンジェルマン     |  | 民主党 |
| 1980年          | フェルナン・サンジェルマン     |  | 民主党 |
| 1982年          | フェルナン・サンジェルマン     |  | 民主党 |
| 1984年          | フェルナン・サンジェルマン     |  | 民主党 |
| 1986年          | フェルナン・サンジェルマン     |  | 民主党 |
| 1988年          | ロナルド・マックトリー         |  | 共和党 |
| 1990年          | ロナルド・マックトリー         |  | 共和党 |
| 1992年          | ロナルド・マックトリー         |  | 共和党 |
| 1994年          | パトリック・J・ケネディ二世    |  | 民主党 |
| 1996年          | パトリック・J・ケネディ二世    |  | 民主党 |
| 1998年          | パトリック・J・ケネディ二世    |  | 民主党 |
| 2000年          | パトリック・J・ケネディ二世    |  | 民主党 |
| 2002年          | パトリック・J・ケネディ二世    |  | 民主党 |
| 2004年          | パトリック・J・ケネディ二世    |  | 民主党 |
| 2006年          | パトリック・J・ケネディ二世    |  | 民主党 |
| 2008年          | パトリック・J・ケネディ二世    |  | 民主党 |
| 2010年          | デイビッド・ニコラ・シシリーネ |  | 民主党 |
| 2012年          | デイビッド・ニコラ・シシリーネ |  | 民主党 |
| 2014年          | デイビッド・ニコラ・シシリーネ |  | 民主党 |
| 2016年          | デイビッド・ニコラ・シシリーネ |  | 民主党 |
| 2018年          | デイビッド・ニコラ・シシリーネ |  | 民主党 |
| 2020年          | デイビッド・ニコラ・シシリーネ |  | 民主党 |
| 2022年          | デイビッド・ニコラ・シシリーネ |  | 民主党 |
| 2023年 特別選挙 | ゲイブ・アモ                   |  | 民主党 |